# Agrilus vagans
Agrilus vagans es una especie de insecto del género Agrilus, familia Buprestidae, orden Coleoptera.
Fue descrita científicamente por Harold, 1869.